# MyBB
MyBB (afkorting van MyBulletinBoard) is gratis open source forumsoftware. De software is ontwikkeld door MyBB Group en valt onder een LGPL-licentie. MyBB is geschreven in PHP en ondersteund MySQL, SQLite en PostgreSQL.